# سيمون كينان
سيمون كينان (بالإنجليزية: Simon Keenan)‏ هو مجدف أسترالي، ولد في 8 أكتوبر 1992.

## وصلات خارجية
- سيمون كينان على موقع الاتحاد الدولي للتجديف (الإنجليزية)
- سيمون كينان على موقع الاتحاد الأسترالي للتجديف (الإنجليزية)
- سيمون كينان على موقع اللجنة الأولمبية الدولية (الإنجليزية)
- سيمون كينان على موقع أوليمبيديا (الإنجليزية)
- سيمون كينان على موقع اللجنة الأولمبية الأسترالية (الإنجليزية)